# 맷 비온디
매슈 니컬러스 비온디영어: (Matthew Nicholas Biondi, 1965년 10월 8일 ~ )는 미국의 수영 선수이자, 3개의 올림픽(1984~92)에서 11개의 메달을 획득하였다. 그는 미국 올림픽 명예의 전당과 국제 수영 명예의 전당의 회원이다.
서울 올림픽에서 5개의 금메달을 획득하며, 4개의 세계 기록들을 세웠다.

## 어린 시절
캘리포니아주 모라가에서 태어난 비온디는 고향에서 수영 선수와 수구 선수로서 수상 경력을 시작하였다. 10대에 접어들면서 단거리 수영선수로서 믿을 수 없는 능력이 나타나기 시작하였다. 캠펄린도 고등학교에 시작할 때까지 1년 동안의 수영에 시작하지 않음에도 불구하고, 그의 시니어 해에 50m 자유형에서 국내 고등학교 기록 20.40초와 함께 나라에서 최고 남학생 단거리 수영 선수가 되었다.
캘리포니아 대학교 버클리에서 수영과 수구를 하는 데 장학금을 받아, 1983년에 등록하였다. 자신의 신입생 해에 버클리의 NCAA 선수권 수구 팀에서 활약하고 1984년 NCAA 수영 선수권 대회에서 패자 부활 결승전에 진출하였다.

## 올림픽 경력

### 1984년 하계 올림픽
1984년 로스앤젤레스 올림픽에 400m 자유형 계주 팀의 일원으로 참가하여 세계 기록과 함께 금메달을 땄다. 버클리로 돌아가 비온디는 다시 한번 가을에 NCAA 선수권 수구 팀에서 뛰면서 이듬해 겨울에 자신의 첫 NCAA 수영 타이틀 8개를 우승하였다. 그는 1985년, 1986년, 1987년 "올해의 NCAA 수영 선수"로 선정되어 몇몇의 국내 밑 NCAA 기록을 세운다.
비온디는 1985년 자신의 첫 12개의 세계 기록들을 세웠다. 그는 100m 자유형을 49초보다 빠르게 헤엄친 첫 선수였고, 1988년 안에 그 종목에서 10배의 제일 빠른 시간에 헤엄을 쳤다. 그는 50m, 100m, 200m 자유형 종목은 물론 100m 접영에서 총 24개의 국내 선수권 대회를 우승하였다. 2개의 세계 선수권 대회(1986, 1991)에서 6개의 금메달을 포함한 11개의 메달을 획득하였다.
그의 경력 동안에 제임스 E. 설리번 상을 수상하였고, "올해의 UPI 스포츠맨", "올해의 USOC 스포츠맨" 그리고 스위밍 월드 잡지에 의하여 2회의 "세계의 남자 수영 선수"(1986, 1988)로 선정되었다.

### 1988년 하계 올림픽
비온디는 1988년 서울 올림픽에서 여런 선수들의 가장 주목말 한 패자로 연루되었다. 100m 접영 결승전에서 완료벽에 접근하면서 손발 놀리기 사이에 잡혀 활주를 선택하여 수리남의 안토니 네스티에게 1초의 100분 1에 의하여 패하였다.
아직도 5개의 금메달, 1개의 은메달, 1개의 동메달을 따며, 이 승리들 중 4개의 종목에서 세계 기록을 성취하였다. 특히 50m 자유형에서는 22.14초의 기록을 세웠다. 이것은 그가 존재하고 있는 50m 자유형 세계 기록을 3번째로 균등 혹은 깬 것이다.
비온디의 100m 자유형 기록은 49.00초 아래이며, 48.63초의 올림픽 신기록을 세워 역사상 두 번째로 제일 빠른 것으로 알려졌다.
1992년 바르셀로나 올림픽에서 50m 자유형 2위와 400m 자유형 계주 3연승을 하고나서 은퇴하였다.

## 최근의 생활
1988년 캘리포니아 대학교 버클리에서 산업적 사회의 정치경제학에서 문학사 학위를 받고 졸업하였다.
그는 현재 하와이주 카물레아에 있는 파커 학교에서 수학 교사로 있다.

## 같이 보기
- 올림픽 다관왕 목록
- 올림픽 수영 남자 메달리스트 목록
- 수영 자유형 50m 세계 기록 추이
- 수영 자유형 100m 세계 기록 추이
- 수영 계영 400m 세계 기록 추이
- 수영 혼계영 400m 세계 기록 추이
- 수영 계영 800m 세계 기록 추이